# Roland Wetzel
Roland Wetzel (* 1965 in Basel) ist ein Schweizer Kunsthistoriker und Kurator.

## Leben
Roland Wetzel studierte an der Universität Zürich Kunstgeschichte, Betriebswirtschaft und Musikwissenschaft. Danach arbeitete er an der Sammlung Georg Reinhart des Kunstmuseums Winterthur sowie an Ausstellungen von Kirchner, Donald Judd und Willem de Kooning im Kunstmuseum Basel. Im April 2009 übernahm Wetzel das Direktorium des von Roche zum 100-jährigen Firmenjubiläum gestifteten Museum Tinguely in Basel und löste dort den in Rente gehenden Guido Magnaguagno ab. Das Museum zeigt neben der permanenten Ausstellung mit Werken von Jean Tinguely auch Sonderausstellungen über Weggefährten und Zeitgenossen des Künstlers. Wetzel ist Autor von zahlreichen Kunstpublikationen.

## Kuratorische Arbeit
In seiner Zeit als Direktor des Museum Tinguely hat Roland Wetzel bereits folgende Ausstellungen kuratiert:
- Julian Charrière. Midnight Zone (2025)
- Mika Rottenberg. Antimatter Factory (2024)
- Janet Cardiff & George Bures Miller. Dream Machines (2023)
- Temitayo Ogunbiyi. You will follow the Rhein and compose play (2023)
- Anouk Kruithof. Universal Tongue (2022)
- Pedro Reyes. Return to Sender (2020)
- Lois Weinberger. Debris Field (2019)
- Jérôme Zonder. The Dancing Room (2017)
- Haroon Mirza/hrm199 Ltd. (2015)
- Poesie der Grossstadt. Die Affichisten (2014)
- Zilvinas Kempinas. Slow Motion (2013)